# My Life Is Going On
My Life Is Going On è un singolo del DJ turco Burak Yeter e della cantante spagnola Cecilia Krull, pubblicato il 15 giugno 2018.

## Descrizione
Il singolo è il remix dell'omonimo brano della cantante che ha fatto da sigla alla serie televisiva La casa di carta.

## Classifiche
| Classifica (2018) | Posizione massima |
| ----------------- | ----------------- |
| Italia            | 8                 |